# Riu Las Vacas
El riu Las Vacas és un curt riu del sud-est de Guatemala en el vessant hidrogràfic de la mar Carib. Neix en els turons que formen la perifèria sud-est de la Ciutat de Guatemala i avança en direcció nord-est per a unir-se al riu Motagua en la convergència dels límits dels departaments de Guatemala, El Progreso i Baja Verapaz.
El riu forma un dels majors desguassos d'aigües servides de la Ciutat Guatemala i és considerat un dels rius més contaminats per plàstics del món. Està altament contaminat, conté poca vida aquàtica i contribueix a la contaminació del riu Motagua i de l'ecosistema marí en el golf d'Hondures. En 2022, The Ocean Cleanup va instal·lar una malla metàl·lica en un intent per prevenir que arribessin al Carib els plàstics del riu Las Vacas, que es calcula que transporta 20,000 tones d'escombraries a l'any.
El curs del riu és interromput per la presa de la Planta Hidroelèctrica Riu Las Vacas situada 18 km al nord-est de la Ciutat de Guatemala en la municipalitat de Chinautla. A més de generar 45 MW d'energia elèctrica, la planta representa també un esforç per a contrarestar la contaminació del riu.